# Shella
Shella és un dels estats khasis de Meghalaya format per la confederació de quatre caps locals. Els quatre caps exerceixen el poder amb igual autoritat, portant el títol de wahadadars, i són elegits per la població. La població el 1881 era de 6.032 habitants i amb uns ingressos de 70 lliures. La producció principal del territori eren les taronges, les pinyes i les nous; es treballa també la canya de bambú per fer cistelles i estores. Al territori hi havia diverses pedreres, i mines de carbó i ferro. El territori fou molt afectat pel terratrèmol de 1897.